# Рандес, Франциско
Франциско Рандес (англ. Francisco Randez; род. 10 июня 1980, Монреаль, Квебек, Канада) — канадский теле- и радиоведущий, журналист, модель и актёр.

## Ранние годы
Франциско Рандес родился в Монреале в семье испанца и канадки. В 1997 году он получил степень бакалавра по специальности «Изобразительное искусство» в Колледже профессионального общего образования имени Мари-Виктурена.

## Карьера
В 1999 году Рандес впервые участвовал в показе мод в рамках шоу La Griffe d’Or на телевидение. Некоторое время работал с дизайнером Филиппом Дюбюком. Он участвовал в нескольких показах мод, в том числе в Париже и Милане. В 2003 году Франциско познакомился с французским модельером Жаном-Полем Готье, который делает Франциско лицом духов Le Male, их сотрудничество продлилось 5 лет.
В начале 2010-х годов Франциско начал карьеру телеведущего: он работал обозревателем в различных средствах массовой информации, а также ведущим на канадском телевизионном канале «Побег». В 2012 году он стал радиоведущим на Rythme FM. В 2016 году Франциско дебютировал в кино, сыграв роль в канадском сериале «Молодые волки».
Рандес получил широкую известность, став прообразом главного героя серии компьютерных игр Assassin’s Creed Дезмонда Майлса, а также его предков Альтаира ибн Ла-Ахада и Эцио Аудиторе да Фиренце. Компания Ubisoft нашла Франциско при помощи модельного агентства Folio. На первой фотосессии его лицо было снято с разных ракурсов, чтобы создать 3D-модель персонажа, во второй раз Франциско изображал различные эмоции.

## Личная жизнь
С 2011 года Франциско Рандес встречается с канадской телеведущей Эвелин Оде.

## Фильмография
| Год  |    | Русское название | Оригинальное название         | Роль                                    |
| ---- | -- | ---------------- | ----------------------------- | --------------------------------------- |
| 2007 | ки | —                | Assassin's Creed              | Дезмонд Майлс, Альтаир ибн Ла-Ахад      |
| 2009 | ки | —                | Assassin’s Creed II           | Дезмонд Майлс, Эцио Аудиторе да Фиренце |
| 2010 | ки | —                | Assassin’s Creed: Brotherhood | Дезмонд Майлс, Эцио Аудиторе да Фиренце |
| 2011 | ки | —                | Assassin’s Creed: Revelations | Дезмонд Майлс                           |
| 2012 | ки | —                | Assassin’s Creed III          | Дезмонд Майлс                           |
| 2014 | с  | Молодые волки    | Les Jeunes Loups              | Дэвид Уилсон                            |
| 2017 | с  | —                | Cheval-Serpent                | Пит                                     |
| 2020 | с  | —                | Les fleuristes                | Родриго                                 |